# Sarysu
Der Sarysu (kasachisch und russisch Сарысу; „gelbes Wasser“) ist ein Fluss in Kasachstan.
Er wird von Schmelzwasser im Bereich der Kasachischen Schwelle gespeist, entsteht nahe der Siedlung Atassu, fließt nach Westen, später Südwesten und durchquert die kasachischen Gebiete Ulytau und Qysylorda. Früher war er ein Zufluss des Syr-Darjas, heute versickert er bereits 100 km vorher in der Steppe.
Mit einer Länge von 671 Kilometern ist der Sarysu der längste abflusslose Steppenfluss.